# العلاقات السعودية التايلاندية
العلاقات السعودية التايلاندية تشير إلى العلاقات الحالية والتاريخية بين المملكة العربية السعودية وتايلاند. المملكة العربية السعودية لديها سفارة في بانكوك وتايلاند لديها سفارة في الرياض، لكن التمثيل حالياً على مستوى القائم بالأعمال بدلاً من السفراء ويهدف البلدان إلى استعادة العلاقات بين البلدين.
أقيمت العلاقات بين البلدين في عام 1957م وذهب مئات الآلاف من التايلانديين إلى المملكة العربية السعودية للعمل. هذه الشراكة التاريخية الودية والاستراتيجية بين المملكة العربية السعودية وتايلاند قد تدهورت بصورة ملحوظة بعد قضية الماسة الزرقاء في عام 1989 حتى وصل الأمر إلى قطع العلاقات بين البلدين نهائياً واستمر ذلك قُرابة ثلاثة عقود حتى عادت العلاقات في 10 أكتوبر 2016 تحت توسط رئيس وزراء البحرين خليفة بن سلمان آل خليفة.
ويتمتع البلدان بعلاقات تجارية عالية.

## التاريخ
تربط مملكة تايلند والمملكة العربية السعودية علاقات تاريخية طويلة، حيث تتمتع المملكتان بعلاقات حميمة وودية حتى قبل إقامة العلاقات الدبلوماسية الرسمية في 1 أكتوبر 1957 مع الممثل المقيم في عاصمتيهما،  حيث تمت ترقية حالتيهما إلى مستوى السفراء في عام 1966، وكان أول سفير للمملكة العربية السعودية في تايلاند عبد الرحمن العمران، بينما كان براسونج سوانبراديس أول سفير تايلاندي معتمد في المملكة العربية السعودية.
تم تعزيز العلاقات بين المملكتين من خلال الزيارة التي قام بها الوفد التايلاندي إلى المملكة العربية السعودية في يناير عام 1984 برئاسة نائب وزير الخارجية التايلاندي براباس ليمبباندهو ومسؤولون رفيعو المستوى من وزارة الداخلية ووزارة التجارة ووزارة الزراعة والتعاونيات، وكذلك ممثلين من البرلمان التايلاندي والقطاع الخاص.
وفقًا للسفارة الملكية التايلندية في الرياض: ″ تشترك تايلاند والمملكة العربية السعودية دائمًا في وجهات نظر متشابهة حول القضايا الإقليمية والدولية الرئيسية، وخاصة تلك التي لها أهمية حيوية بالنسبة للسلم والأمن الدوليين. يعمل كلا البلدين عن كثب ويدعمان موقع كل منهما في الأمم المتحدة وفي المحافل الدولية الأخرى. ″ 

## التسلسل الزمني للأحداث الرئيسية في العلاقات الدبلوماسية التايلاندية - السعودية
| التاريخ           | الحدث الرئيسي |
| ----------------- | --- |
| 1 أكتوبر 1957     | إقامة العلاقات الدبلوماسية |
| 1966              | تبادل مستوى السفير المقيم |
| 1981              | صندوق المملكة العربية السعودية للتنمية تايلاند 51.47 مليون دولار أمريكي لمحطة كهرباء الليجنيت في ماي مو، تايلاند. |
| 1984              | زيارة رسمية للمملكة العربية السعودية لنائب وزير الخارجية التايلاندي الوزير، Prapas Limprabhan |
| 1985              | زيارة رسمية إلى المملكة العربية السعودية من الخارجية التايلاندية وزير (ACM سيدهي سافتسيلا). منح بنك التنمية الإسلامي (IDB) 32 مليون باهت لبناء كلية إسلامية في مقاطعة يالا، جنوب تايلاند. |
| أواخر 1990        | زيارة رسمية إلى المملكة العربية السعودية لوزير الخارجية التايلاندي، الدكتور ارثيت عويرات. |
| فبراير 1993       | زيارة رسمية إلى المملكة العربية السعودية لنائب وزير الخارجية التايلاندي، الدكتور سورين بيتسوان. |
| 1995              | زيارة رسمية إلى المملكة العربية السعودية لنائب وزير الخارجية التايلاندي، الدكتور سورين بيتسوان مع توقيع اتفاقية "تجنب الازدواج الضريبي" مع الجانب السعودي. |
| 1998-1999         | زار السكرتير الدائم لوزارة التجارة التايلاندية إلى المملكة العربية السعودية. |
| 1999-2001         | قام خادم الحرمين الشريفين الملك فهد بن عبد العزيز آل سعود برعاية الحجاج التايلانديين لأداء فريضة الحج، شملت أكثر من 1000 شخص. |
| 20 أبريل 2004     | زيارة رسمية إلى المملكة العربية السعودية لمعالي الدكتور سوراكيارت ساثيراثاي، وزير خارجية تايلاند. حصل الوزير على ولي العهد الأمير عبد الله بن عبد العزيز آل سعود. |
| 8 يناير 2005      | أرسلت الحكومة السعودية تعازيها وقدمت المساعدة الإنسانية للمجتمعات المتضررة من كارثة تسونامي في تايلاند بقيمة مليون دولار أمريكي |
| 6 أبريل 2005      | قبل الاجتماع الوزاري الرابع لحوار التعاون الآسيوي في إسلام أباد المملكة العربية السعودية كعضو باقتناع ودعم كبير من تايلاند. |
| 8-10 مايو 2005    | توقيع مذكرة تفاهم لتعديل اتفاقية الخدمات الجوية في جدة. |
| 22-23 مايو 2005   | زيارة إلى المملكة العربية السعودية لرئيس اتحاد الصناعات التايلاندية والحزب. |
| 2 أغسطس 2005      | أرسل جلالة الملك [والملكة] وولي عهد تايلاند ملك تايلاند رسائل تعزية إلى ولي العهد الأمير عبد الله في وفاة الملك فهد. |
| 3 أغسطس 2005      | زيارة رسمية إلى المملكة العربية السعودية للدكتور كانثثي سوفامونخون، وزير الخارجية، بصفته ممثلاً لجلالة الملك وممثل الحكومة التايلاندية، لحضور مراسم تشييع جلالة الملك فهد واستقبل الملك عبد الله الذي وصل إلى العرش في 1 أغسطس 2005 .                                                                                  |
| 16 نوفمبر 2005    | زيارة رسمية إلى المملكة العربية السعودية لمعالي الدكتور سوراكيارت ساثيراثاي، نائب رئيس مجلس الوزراء والتقى بالأمير سعود الفيصل، وزير خارجية المملكة العربية السعودية، يسلم رسالة دعوة إلى جلالة الملك عبد الله الثاني لحضور الاحتفال الملكي الذكرى الستون للانضمام إلى عرش جلالة الملك بوميبول أدولياديج ملك تايلاند. |
| 19-24 نوفمبر 2005 | 5 أعضاء من مجلس الشورى (المجلس الاستشاري السعودي) ، يحضر الجمعية العامة السادسة لجمعية البرلمان الآسيوي التي استضافها البرلمان التايلاندي. |

## العلاقات الاقتصادية
في عام 2004 كانت المملكة العربية السعودية السوق الرئيسية الرابعة والعشرين للصادرات التايلاندية والسوق الرئيسية الثالثة لتايلاند في الشرق الأوسط، حيث احتلت تايلاند المرتبة العشرين بين التجار الرئيسيين مع المملكة العربية السعودية.
المملكة العربية السعودية هي المورد الرئيسي لتايلاند من النفط الخام، حيث بلغت تجارة تايلاند مع المملكة العربية السعودية 2.9 مليار دولار في عام 2004.
استوردت تايلاند بشكل رئيسي النفط الخام والمنتجات البتروكيماوية والأسمدة أثناء التصدير إلى قطع غيار السيارات في المملكة العربية السعودية وملحقاتها، وآلة تكييف الهواء، والثلاجات، والأسماك المعدة أو المحفوظة، والأقمشة المنسوجة، والغسالات، والآلات، والملابس، والأرز، إلخ.

## العمالة التايلاندية في المملكة العربية السعودية
كانت المملكة العربية السعودية قبل حرب الخليج في 1990 أكبر سوق للعمال التايلنديين في الخارج حيث كان يزيد عددهم عن 200 ألف عامل، وفي الوقت الحاضر ووفقًا للإحصاء المقدم من وزارة الشؤون الخارجية بالمملكة العربية السعودية، لا يزال هناك 10 ألف تايلاندي في المملكة.

## الحج والشؤون الإسلامية
يتواجد في تايلاند حوالي 3 ملايين مسلم،  وتلقي أهمية كبيرة على الأحداث في المدينتين المقدستين، ويمكن إرجاع الروابط التاريخية بين تايلاند والمملكة العربية السعودية إلى اليوم الأول لتأسيس المملكة العربية السعودية، ويبلغ عدد الحجاج التايلانديين كل عام ما بين 9 إلى 10 ألف حاج.
بلغ عدد الحجاج التايلانديين في عام 2005 في مدينتي مكة المكرمة والمدينة المقدسة 10124 حاج.

## قضية الماسة الزرقاء
كانت قضية الماسة الزرقاء  عبارة عن سلسلة من الأحداث التي اندلعت بسبب سرقة الأحجار الكريمة التي تعود ملكيتها للعائلة المالكة السعودية عام 1989 من قبل موظف تايلاندي، وقد سافر رجل أعمال سعودي مقرب من العائلة المالكة إلى بانكوك للتحقيق في القضية وتم اختطافه وقتله، وبعد ثلاثة أشهر تم إطلاق النار على ثلاثة مسؤولين من السفارة السعودية حتى الموت في بانكوك،  وتوترت العلاقات فيما بعد بين المملكة العربية السعودية وتايلاند.
ونتيجة لذلك لا تصدر المملكة العربية السعودية تأشيرات عمل للتايلانديين ولا تشجع مواطنيها على زيارة البلاد، وعلى الرغم من وجود حظر على السفر فإن العديد من السعوديين ينتهكونه ويسافرون باستمرار إلى مملكة تايلاند، إلا أن إلياس سيامان ممثل شركة سياحية قال إن هناك زيادة واضحة في عدد السياح السعوديين، حيث أن السياح السعوديين في المرتبة الرابعة بين السياح الخليجيين.
تم تخفيض مستوى البعثات الدبلوماسية إلى مستوى القائم بالأعمال، حيث انخفض عدد العمال التايلانديين في المملكة العربية السعودية من أكثر من 200 ألف قبل السرقة إلى حوالي 10 ألف في عام 2008.

## عودة العلاقات
في يناير 2022، أعلنت وزارة الخارجية السعودية، عن زيارة رسمية يقوم بها رئيس الوزراء وزير الدفاع بمملكة تايلاند، الجنرال برايوت تشان أوتشا، إلى المملكة العربية السعودية تلبية لدعوة من ولي العهد نائب رئيس مجلس الوزراء الأمير محمد بن سلمان، وذلك بعد مشاورات نتج عنها تقريب وجهات النظر في العديد من القضايا ذات الاهتمام المشترك، وحرصاً على استمرار التشاور والتنسيق وتبادل وجهات النظر حيال تلك القضايا.
وقد نتج عن الزيارة صدور بيان مشترك أعلن فيه البلدان الاتفاق على إعادة العلاقات الدبلوماسية بينهما بالكامل.